# Лиг, Майкл

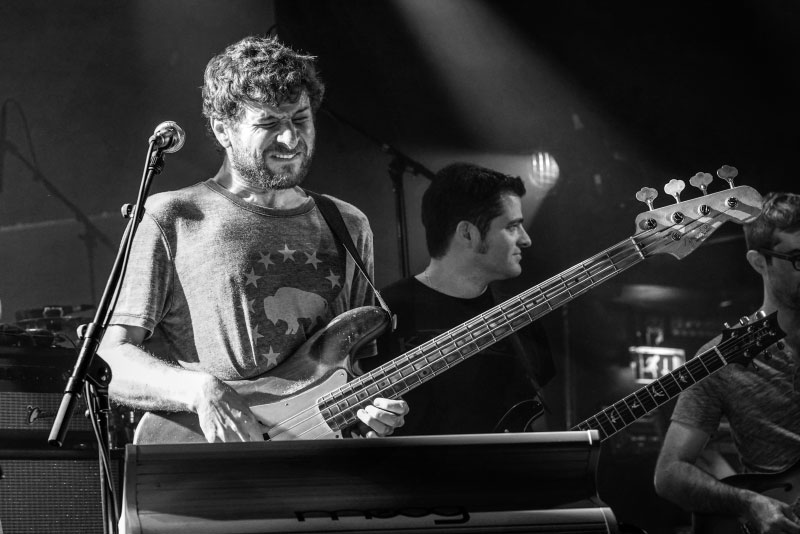
Майкл Лиг в Орхусе, Дания (2019 год)

Майкл Лиг (англ. Michael League; род. 24 апреля 1984 года) — американский композитор, продюсер и мультиинструменталист. Является руководителем инструментального коллектива Snarky Puppy и международного музыкального ансамбля Bokanté. Также является одним из основателей группы Forq совместно с клавишником Генри Хэем. Владелец и основатель звукозаписывающей компании GroundUP Music. Майкл Лиг является обладателем четырёх премий Грэмми.

## Жизнь
Лиг родился в городе Лонг-Бич, штат Калифорния 24 апреля 1984 года. Влечение к музыке появилось с раннего возраста, и он начал играть на гитаре в возрасте 13 лет. Бас-гитару Майкл освоил в 17 лет, когда его попросили поиграть в джаз-бэнде старшей школы. Он продолжил изучать джаз в Университете Северного Техаса, а затем провел три года играя на сцене госпел и R&B под неофициальным наставничеством клавишника Бернарда Райта. Там он выступал с такими госпел-исполнителями, как Уолтер Хокинс, Кирк Франклин, Марвин Сапп, Myron Butler & Levi и Исраэль Хоутон. Также был постоянным участником группы Эрики Баду под названием Gritz. Лиг переехал в Бруклин, штат Нью-Йорк, в 2009 году.

## Музыкальная карьера
Лиг основал Snarky Puppy на первом курсе колледжа в Университете Северного Техаса, первоначально состоящую из него и девяти его сверстников. Он написал большую часть их авторской музыки, а также продюсировал все альбомы, выпущенные группой.
Майкл Лиг выступал и записывался с артистами различных жанров, включая Лору Мвула, Лалу Хэтэуэй, Джо Уолша, Криса Тайла, Майкла Макдональда, Теренса Бланшара, Эсперансу Сполдинг, Джошуа Редмана, Уэйна Кранца, Криса Поттера, Салифа Кейта, Элиадеса Очоа, Фатумата Диавару, Бассеку Куйета, Сусана Баку и Кардеш Тюркюлер. В настоящее время он является музыкальным руководителем гастрольной группы Дэвида Кросби под названием Lighthouse, вместе с Беккой Стивенс и Мишель Уиллис.
В 2014 году Лиг получил первую премию Грэмми за лучшее R&B исполнение с Snarky Puppy и Лалой Хэтэуэй за лайв-запись песни Бренды Рассел и Дэвида Фостера «Something» в альбоме Family Dinner — Volume 1. В 2016 году альбом Sylva, совместная работа Snarky Puppy и Metropole Orkest под управлением Жюля Бакли, получил премию Грэмми за лучший современный инструментальный альбом, как и следующий альбом группы Culcha Vulcha в 2017 году. Альбом Snarky Puppy 2020 года Live at the Royal Albert Hall, записанный перед зрителями на исторической лондонской площадке, получил премию Грэмми 2021 года как лучший современный инструментальный альбом.
В 2016 году Лиг основал этно/блюз ансамбль Bokanté и выпустил два альбома в составе группы: Strange Circles и What Heat. Strange Circles был выпущен на GroundUP Music, а What Heat, в сотрудничестве с Жюлем Бакли и Metropole Orkest, был выпущен 28 сентября 2018 года на Real World Records. В 2019 году What Heat был номинирован на премию Грэмми в категории Лучший альбом мировой музыки.

## Избранные проекты
Майкл Лиг работал продюсером и сопродюсером над 42 альбомами для артистов, в том числе:
- Дэвид Кросби
- Дэвид Кросби, Мишель Уиллис, Бекка Стивенс и Майкл Лиг
- Snarky Puppy (все тринадцать альбомов)
- Bokanté и Metropole Orkest (дирижёр Жюль Бакли)
- Сусана Бака
- Бекка Стивенс
- Билл Лоуренс
- Forq
- Люси Вудворд
- Элисон Веддинг
- Малика Тирольен
- Гизела Жоао

## Музыкальный фестиваль GroundUP
В 2017 году музыкальный фестиваль GroundUP, также известный как GUMFest, дебютировал на территории North Beach Band Shell в Норт-Бич, Майами. Первый фестиваль GroundUP был организован Энди Гурвицем, режиссёром выступал Пол Лер, а художественным руководителем — Майкл Лиг. На фестивале все три вечера выступали Snarky Puppy, а состав, курируемый Лигом, включал Дэвида Кросби, Béla Fleck and the Flecktones, The Wood Brothers, Роберта Гласпера, Knower, Конча Буйка, C4 Trio, Педрито Мартинеса, Джоджо Майера и группу Nerve, Beat Music Марка Джулианы, Джона Медески, трио Чарли Хантера, Лору Мвулу, Элиадеса Очоа, Эсперансу Сполдинг, Лайонеля Лука, Джошуа Редмана и Теренса Бланшара, а также весь состав GroundUP Music, среди прочих. Музыкальный фестиваль GroundUP в Майами теперь является ежегодным мероприятием.